# Апуов свет
Апуов свет (бенг. অপুর সংসার) је индијски драмски филм из 1959. године, режисера и сценаристе Сатјађита Раја, заснован на другој половини романа Непокорени који је написао Бибутибушан Бандјопадјај. Треће је и последње остварење у Трилогији о Апуу и наставак филма Непокорени (1956). Радња прати Апуа (Сумитра Чатерџи) који, након завршетка школовања, покушава да започне живот као књижевник, али му на будућност далеко више утиче неочекивани брак са Апарном (Шармила Тагор).
Биоскопски издат 1. маја 1959. Апуов свет је, попут својих претходника, постигао успех код критичара и у Индији и у иностранству. Освојио је индијску Националну филмску награду за најбољи филм, као и неколико међународних признања, међу којима се истичу награда Садерланд за најбољи филм и награда Националног одбора за рецензију филмова за најбољи међународни филм. Био је изабран као индијски кандидат за номинацију за Оскара за најбољи филм на страном језику, али није ушао у ужи избор.

## Радња
Тридесетих година 20. века, Апурба „Апу” Кумар Рој је незапослени дипломац који живи у изнајмљеној соби у Калкути. Упркос савету свог учитеља да настави студије након завршеног интермедијалног нивоа, он није у могућности то да уради јер нема новца. Једва успева да преживи давањем приватних часова док покушава да нађе посао, али његова главна страст је писање полуаутобиографског романа за који се нада да ће га једног дана објавити.
Пулу, Апуов пријатељ из школе, долази му у посету и убеђује га да му се придружи на путовању у његово село у Кулни како би присуствовао венчању његове рођаке Апарне. На дан венчања открива се да младожења има озбиљан ментални поремећај, и Апарнина мајка отказује венчање, упркос протестима свог мужа. Он и остали мештани верују, у складу с традиционалним хинду обичајем, да млада мора бити удата у одређени срећни час, иначе ће остати неудата целог живота. Када Пулу и неки мештани замоле Апуа да спаси Апарну пристанком да се ожени њом, он у почетку одбија, али на крају пристаје.
Након венчања, Апу се враћа у свој стан у Калкути са Апарном, а Пулу му налази посао у администрацији. Помало изненађен, Апу открива да између њега и Апарне почиње да се развија љубавни однос. Међутим, срећни дани младог пара нагло се прекидају када Апарна умре на порођају, рађајући њиховог сина Каџала.
Обузет тугом, Апу криви дете за Апарнину смрт. Напушта свој посао и живот и постаје луталица, остављајући Каџала да га одгајају Апарнини родитељи, док он сам лута Индијом. Током путовања, Апу баца рукопис свог романа.
Неколико година касније, Пулу се враћа након дужег боравка у иностранству и затиче Каџала, који живи код бабе и деде са мајчине стране, запуштеног и занемареног. Он проналази Апуа, који ради у руднику угља, и саветује старог пријатеља да преузме одговорност као отац. На крају, Апу одлучује да се упозна са сином. Када стигне у Апарнину породичну кућу, Каџал, који га први пут види у животу, у почетку га не прихвата као оца. На крају га прихвата као пријатеља, и заједно се враћају у Калкуту да започну нови живот.

## Улоге
| Глумац          | Улога                  |
| --------------- | ---------------------- |
| Сумитра Чатерџи | Апурба „Апу” Кумар Рој |
| Шармила Тагор   | Апарна Рој             |
| Алок Чакраварти | Каџал Рој              |
| Свапан Мукерџи  | Пулу                   |
| Сефалика Деви   | Апарнина мајка         |
| Диреш Маџумдар  | Сасинарајан            |
| Дирен Гош       | Апуов станодавац       |